# 18e gala du cinéma québécois
Le 18e gala du cinéma québécois, récompensant les films québécois sortis en 2015, se déroule le 20 mars 2016 au Monument-National. La cérémonie est diffusée sur les ondes de ICI Radio-Canada Télé.

## Description

### Dévoilement des nominations
Le 9 décembre 2015, on annonce François Dompierre à titre de récipiendaire du Prix Hommage pour cette édition. Les nominations dans les différentes catégories sont dévoilées le 25 janvier 2016. Les films Corbo et La Passion d’Augustine apparaissent dans 10 catégories, dont celle du meilleur film.
Le cinéma d'auteur est à l'honneur dans cette édition. Les succès commerciaux, tels Le Mirage, Guibord s'en va-t-en guerre ou La Guerre des tuques 3D, obtiennent peu de nominations, alors que le film d'auteur anglophone La Chanson de l'éléphant apparaît à lui seul dans 8 catégories. Alors que certains dénoncent un snobisme au sein du jury,, les cinq réalisateurs nommés au prix de la Meilleure réalisation s'unissent et défendent dans une lettre d'opinion un processus de sélection rigoureux basé sur le mérite artistique.

### Changement de nom
Le 23 février 2016, la cérémonie change de nom en raison du scandale sur les pratiques pédophiles de Claude Jutra dont le nom est associé à la cérémonie depuis 1999. On adopte, pour cette édition, le nom provisoire de « Gala du cinéma québécois ».

### Déroulement de la cérémonie
La 18e cérémonie se déroule le 20 mars 2016, au Monument-National à Montréal. Pénélope McQuade et Stéphane Bellavance en sont les présentateurs pour une deuxième année consécutive. Ces derniers misent sur l'humour afin de dédramatiser les deux polémiques entourant la cérémonie, soit celle concernant le choix des films en nomination ainsi que le changement de nom du gala. Patricio Henriquez, réalisateur du Meilleur film documentaire, reçoit une ovation après avoir défendu l'accueil de milliers de réfugiés syriens au pays. Un hommage est rendu à François Dompierre par l'interprétation de certaines de ses compositions. La Passion d’Augustine, un succès critique et populaire, remporte le prix du Meilleur film en plus d'être le film le plus récompensé de la cérémonie.
Le tapis rouge et l'après-gala sont animés par Herby Moreau et Claudine Prévost.
Concurrencées par le premier direct de la populaire émission La Voix, les cotes d'écoute de la cérémonie sont les plus basses des dernières années, atteignant seulement 531 000 téléspectateurs.

## Palmarès
Les lauréats sont indiqués ci-dessous en gras.

### Meilleur film
- La Passion d’Augustine
  - Corbo
  - Les Êtres chers
  - Félix et Meira
  - Les Démons

### Meilleure réalisation
- Léa Pool pour La Passion d’Augustine
  - Mathieu Denis pour Corbo
  - Maxime Giroux pour Félix et Meira
  - Philippe Lesage pour Les Démons
  - Anne Émond pour Les Êtres chers

### Meilleur acteur
- Gilbert Sicotte pour Paul à Québec
  - Xavier Dolan pour La Chanson de l'éléphant
  - Maxim Gaudette pour Les Êtres chers
  - Alexandre Landry pour L'Amour au temps de la guerre civile
  - Paul Savoie pour Le Journal d'un vieil homme

### Meilleure actrice
- Céline Bonnier pour La Passion d’Augustine
  - Hadas Yaron pour Félix et Meira
  - Laurence Leboeuf pour Turbo Kid
  - Anna Mouglalis pour Anna
  - Fanny Mallette pour Chorus

### Meilleur acteur de soutien
- Irdens Exantus pour Guibord s'en va-t-en guerre
  - Tony Nardi pour Corbo
  - Luzer Twersky pour Félix et Meira
  - Jean-Simon Leduc pour L'Amour au temps de la guerre civile
  - Salim Kechiouche pour Noir

### Meilleure actrice de soutien
- Diane Lavallée pour La Passion d’Augustine
  - Lysandre Ménard pour La Passion d’Augustine
  - Catherine-Audrey Lachapelle pour L'Amour au temps de la guerre civile
  - Schelby Jean-Baptiste pour Scratch
  - Christine Beaulieu pour Le Mirage

### Meilleur scénario
- Alexandre Laferrière et Maxime Giroux pour Félix et Meira
  - Mathieu Denis pour Corbo
  - Anne Émond pour Les Êtres chers
  - Céleste Parr pour Gurov & Anna
  - Marie Vien et Léa Pool pour La Passion d’Augustine

### Meilleure direction artistique
- François Séguin pour Brooklyn
  - Philippe Arseneau Bussières pour La Guerre des tuques 3D
  - Éric Barbeau pour Corbo
  - Éric Barbeau pour Les Êtres chers
  - Patrice Bengle pour La Passion d’Augustine

### Meilleurs costumes
- Michèle Hamel pour La Passion d’Augustine
  - Mario Davignon pour After the Ball
  - Judy Jonker pour Corbo
  - Ginette Magny pour La Chanson de l'éléphant
  - Éric Poirier pour Turbo Kid

### Meilleur maquillage
- Olivier Xavier pour Turbo Kid
  - Catherine Beaudoin pour Anna
  - Nicole Lapierre pour La Chanson de l'éléphant
  - Lizane LaSalle pour Corbo
  - Joan-Patricia Parris pour Le Scaphandrier

### Meilleure coiffure
- Martin Lapointe pour La Passion d’Augustine
  - Réjean Goderre pour La Chanson de l'éléphant
  - Martin Lapointe pour Corbo
  - Martin Lapointe pour Les Êtres chers
  - Martin Lapointe pour Ville-Marie

### Meilleure direction de la photographie
- Yves Bélanger pour Brooklyn
  - Steve Asselin pour Corbo
  - Serge Desrosiers pour Ville-Marie
  - Pierre Gill pour La Chanson de l'éléphant
  - Daniel Jobin pour La Passion d’Augustine

### Meilleur montage
- Richard Comeau pour Guibord s'en va-t-en guerre
  - Mathieu Bouchard-Malo pour Les Êtres chers
  - François Delisle pour Chorus
  - Dominique Fortin pour La Chanson de l'éléphant
  - Hubert Hayaud pour Scratch

### Meilleur son
- Raymond Vermette, Christian Rivest, Stéphane Bergeron, Guy Pelletier, Julie Dufour pour La Guerre des tuques 3D
  - François Grenon, Sylvain Bellemare, Luc Boudrias pour Le Bruit des arbres
  - Claude La Haye, Claude Beaugrand, Luc Boudrias, Patrick Lalonde pour La Chanson de l'éléphant
  - Claude La Haye, Sylvain Bellemare, Bernard Gariépy Strobl pour Guibord s'en va-t-en guerre
  - Claude La Haye, Patrice Leblanc, Bernard Gariépy Strobl pour Corbo

### Meilleure musique originale
- Martin Léon pour Guibord s'en va-t-en guerre
  - Jean-Philippe Bernier, Jean-Nicolas Leupi pour Turbo Kid
  - Michel Corriveau pour Anna
  - Gaëtan Gravel, Patrice Dubuc pour La Chanson de l'éléphant
  - Jenny Salgado, André Courcy, Luc St-Pierre pour Scratch

### Meilleur film documentaire
- Ouïghours, prisonniers de l'absurde
  - L'Empreinte
  - L'Or du golfe
  - Le Prix à payer
  - Le Profil Amina

### Meilleur court ou moyen métrage de fiction
- Maurice
  - Bleu Tonnerre
  - Le Cycle des moteurs
  - Le Pédophile
  - Star

### Meilleur court ou moyen métrage d'animation
- Autos Portraits (en)
  - All the Rage
  - My Heart Attack
  - Sonámbulo
  - Squame

## Prix spéciaux

### Prix Hommage
- François Dompierre

### Film s'étant le plus illustré à l'extérieur du Québec
- Félix et Meira
  - Chorus
  - La Chanson de l'éléphant
  - La Passion d’Augustine
  - Turbo Kid

### Billet d'or Cineplex
- La Guerre des tuques 3D

## Statistiques
- Corbo, bien qu'il soit le film le plus nommé de la cérémonie (10), ex aequo avec La Passion d’Augustine, ne remporte aucun prix.
- La Passion d’Augustine devient le premier film réalisé par une femme à remporter le prix du Meilleur film.